# 물야초등학교 북지분교
물야초등학교 북지분교는 대한민국 경상북도 봉화군 물야면 북지리에 있었던 공립 초등학교이다.

## 학교 연혁
- 1949년 9월 20일 물야국민학교 북지분교장 설립
- 1952년 4월 1일 북지국민학교 승격 개교(설립인가 3월 20일)
- 1984년 3월 1일 병설유치원 개원
- 1996년 3월 1일 북지초등학교로 개칭
- 1998년 9월 1일 물야초등학교 북지분교로 편입
- 2017년 2월 28일 폐교[1]